# Moquegua
Moquegua a perui Moquegua megye székhelye.

## Földrajz
A város Peru déli részén, az Andok hegyei között, az Osmore (más néven Moquegua) folyó völgyében található, legnagyobbrészt a tenger szintje felett körülbelül 1400 méteres magasságban. Ez a folyó, ugyanúgy, ahogy a völgyben vezető főút is, a várostól északra és nyugatra húzódik. A település repülőtere még ettől is északra van a völgy kiszélesedő részében, ahol a terület legnagyobb része mezőgazdasági művelés alatt van. A környék több ezer méter magas hegyei viszont már kopárak.
Az éghajlat igen száraz, az éves átlaghőmérséklet 22–25 °C.

## Története
A környék vidéke már 12 000 éve lakott volt. I. e. 500 körül a tihuanacói kultúra népe népesítette be a Moquegua-völgyet, majd i. sz. 950 és 1250 között a csiribaják, 1000 és 1475 között az esztukinyák éltek itt, akik az inka birodalomba integrálódtak. Magát Moquegua várost a spanyol gyarmatosítók alapították meg 1541. november 25-én Villa Santa Catalina de Moquegua néven. Lakói sokáig főként szőlőtermesztéssel és borászattal foglalkoztak: még Bolíviába és Közép-Amerikába is szállították boraikat és az itt megtermelt piscót.
A spanyoloktól való függetlenséget itt már 1814. november 11-én kikiáltották, hét évvel azelőtt, hogy José de San Martín hivatalosan is megtette volna, ez viszont a spanyolok haragját vonta maga után, akik elpusztították a környező haciendákat és üzemeket, üzleteket.

## Turizmus, látnivalók
A város központja az évszázados fákkal árnyékolt, jellegzetes gyarmati stílusjegyeket viselő Plaza de Armas tér, amelynek egyik fő látnivalója a Gustave Eiffel által tervezett, vasból készült díszkút. Fontos műemlék a klasszicista stílusú, egyhajós Szent Katalin-társszékesegyház, valamint Moqueguában található a Contisuyo múzeum is, ahol többnyire régészeti leletek láthatók, de vannak időszakos kiállításai is. Ezek mellett több régi ház érdemel figyelmet:
- A kígyók háza (Tarapacá utca 390.) – a 18. századi ház kicsi ablakának alján egy fából faragott kígyó látható.
- Herbert de la Flor Angulo háza (Ayacucho utca 540.) – a moqueguai lakóház-építészet tipikus példája, szintén 18. századi.
- Alastaya gróf háza (Moquegua utca 404–414.) – 1750-ben épült.
- A község háza (Moquegua utca 851.)
- Mercedes Cabello de Carbonera háza (Moquegua utca 848–838.)
- Tízablakos ház (Ayacucho utca 550–560–570.) – tíz egyforma ablaka a Tacna utcára néz
- Delgado Podestá-ház (Moquegua utca 364.) – itt élt José Santos Chocano költő családja
- Doktor Martínez háza (Ayacucho utca 828.)